# Овечкіна Тетяна Миколаївна
Овечкіна Тетяна Миколаївна (19 березня 1950) — радянська баскетболістка.
Олімпійська чемпіонка 1976, 1980 років.